# Lijst van voetbalinterlands Angola - Zuid-Afrika (vrouwen)
Deze lijst van voetbalinterlands is een overzicht van alle officiële voetbalinterlands tussen de nationale vrouwenteams van Angola en Zuid-Afrika. De landen hebben tot nu toe tien keer tegen elkaar gespeeld. 

## Wedstrijden
| №  | Plaats         | Datum            | Competitie                          | Wedstrijd            | Uitslag |
| -- | -------------- | ---------------- | ----------------------------------- | -------------------- | ------- |
| 1  | Zuid-Afrika    | 7 januari 1995   | Afrika Cup 1995                     | Zuid-Afrika − Angola | 3 − 1   |
| 2  | Luanda         | 21 januari 1995  | Afrika Cup 1995                     | Angola − Zuid-Afrika | 3 − 3   |
| 3  | Oghara         | 11 december 2002 | Afrika Cup 2002                     | Angola − Zuid-Afrika | 1 − 1   |
| 4  | Johannesburg   | 1 februari 2004  | Olympische Spelen 2004 kwalificatie | Zuid-Afrika − Angola | 6 − 2   |
| 5  | Luanda         | 14 februari 2004 | Olympische Spelen 2004 kwalificatie | Angola − Zuid-Afrika | 3 − 2   |
| 6  | Luanda         | 21 februari 2007 | Vriendschappelijk                   | Angola − Zuid-Afrika | 3 − 2   |
| 7  | Johannesburg   | 4 februari 2007  | Vriendschappelijk                   | Zuid-Afrika − Angola | 4 − 0   |
| 8  | iBhayi         | 3 november 2020  | COSAFA Women's Cup 2020             | Zuid-Afrika − Angola | 2 − 0   |
| 9  | Port Elizabeth | 1 oktober 2021   | COSAFA Women's Cup 2021             | Zuid-Afrika − Angola | 0 − 0   |
| 10 | Port Elizabeth | 31 augustus 2022 | COSAFA Women's Cup 2022             | Zuid-Afrika − Angola | 3 − 0   |

## Samenvatting
| Competitie                     | Totaal gespeeld | Winst Angola | Gelijk | Winst Zuid-Afrika | Doelsaldo Angola – Zuid-Afrika |
| ------------------------------ | --------------- | ------------ | ------ | ----------------- | ------------------------------ |
| Afrika Cup                     | 3               | 0            | 2      | 1                 | 5 − 7                          |
| Olympische Spelen kwalificatie | 2               | 1            | 0      | 1                 | 5 − 8                          |
| COFASA Women's Cup             | 3               | 0            | 1      | 2                 | 0 − 5                          |
| Vriendschappelijk              | 2               | 1            | 0      | 1                 | 3 − 6                          |
| Totaal                         | 10              | 2            | 3      | 5                 | 13 − 26                        |